# Pye Records
Pye Records est un label discographique britannique, actif entre 1953 et 1989. Pendant son existence, Pye a participé au mouvement de la British Invasion aux États-Unis à partir de 1964 en y vendant des artistes produits au Royaume-Uni. Après avoir changé de nom en 1980 pour PRT (Precision Records and Tapes Ltd), le label fait faillite en 1989, et est officiellement dissous en décembre 2013 et la marque de fabrique et de commerce aient été acquis par le radiodiffuseur et producteur de musique écossais, Tony Currie, en septembre 2024.

## Histoire

### Débuts
Le nom de Pye était à l'origine celui d'une marque de postes de télévision et de radio fondée par William George Pye (l'usine principale était à Cambridge). Celui-ci rachète Nixa Records en 1953. En 1955, Pye acquiert Polygon Records, un label créé par Leslie Clark et Alan A. Freeman pour contrôler la distribution des enregistrements de la fille de Leslie Clark, Petula Clark. Pye le fusionne avec Nixa Records pour former Pye Nixa Records.
Pye Nixa devient Pye Records en 1959, et Associated Television acquiert 50 % du label. ATV achète l'autre moitié de l'entreprise en 1966.
Sous la direction de Louis Benjamin la société entre sur le marché des albums à budget en 1957, en rééditant d'anciens enregistrements de Pye sur Pye Golden Guinea Records, au prix d'une guinée (une livre et un shilling). Une série d'enregistrements classiques a été publiée sur Golden Guinea Collector ; par exemple, une version de la « Musique pour les feux d'artifice royaux » de Haendel en 1959. Le chef d'orchestre Charles Mackerras, qui a réalisé d'autres enregistrements sur le label, y compris une compilation Janáček, y figurait. Golden Guinea Collector ferme ses portes dans les années 1970 et est remplacé par Marble Arch Records, vendant à un prix encore plus bas. 

### PRT Records
Alors que les droits sur le nom Pye (alors détenu par Philips) expirent en 1980, le label change son nom en PRT, qui signifie Precision Records and Tapes, après un bref flirt avec Precision. À l'époque, il possédait des sous-labels tels que Fanfare Records, un label britannique de hi-NRG de la fin des années 1980 et du début des années 1990, qui publiait des disques de Sinitta ; R&B Records, un label disco/electro des années 1980 avec Imagination ; et Splash Records, avec Jigsaw et le Richard Hewson Orchestra/RAH Band. PRT assure la fabrication et la distribution du label de Gary Numan, Numa Records, fondé en 1984.
La société mère de PRT, ACC, est rachetée par le groupe australien Bell en 1982. En 1988, le groupe Bell est racheté par Bond Corporation. Toutefois, cette dernière connaissait elle-même des problèmes financiers et procède à la vente rapide de la plupart de ses actifs. L'usine de disques et de cassettes de PRT est vendue à un autre fabricant de disques, Meekland. La plupart des masters du catalogue de PRT (à l'exception du catalogue de musique classique) sont vendus à Castle Communications, qui devient Sanctuary Records (désormais division de BMG Rights Management). Precision Records & Tapes Ltd, anciennement Pye Records Ltd, est officiellement en décembre 2013.
En septembre 2024, Pye est relancé par Tony Currie, utilisant une usine de pressage à l'éolien à Édimbourg pour presser son vinyle.

## Groupes et artistes
- The Bachelors
- Petula Clark
- Long John Baldry (E-U, Warner Bros.)
- Kenny Ball and his Jazzmen
- Trader Horne
- Acker Bilk
- Chris Barber's Jazzband (E-U, Laurie)
- David Bowie (1965–1966;  E-U, Warner Bros.)
- Sounds Orchestral
- The Brook Brothers (1961–1964)
- Brotherhood of Man (1975–1979)
- The Flying Machine
- The Kinks
- Hurricane Smith
- Sandie Shaw
- Labi Siffre
- Status Quo